# Mikołaj z Raszyna
Mikołaj z Raszyna (Raszyńca) h. Łada (ur. w Raszynie, zm. przed 10 października 1478) – polski duchowny katolicki, prawnik i teolog. 

## Życiorys
Pochodził z mazowieckiej rodziny szlacheckiej, jego ojcem był Sulisław Małek z Raszyna. W 1433 roku rozpoczął studia na Wydziale Sztuk Wyzwolonych Uniwersytetu Krakowskiego, gdzie dwa lata później został bakalarzem. W 1438 roku otrzymał stopień magistra. Następnie podjął studia na Wydziale Prawa Uniwersytetu Krakowskiego i przed 1445 rokiem uzyskał tytuł doktora dekretów. Po 1445 roku podjął studia na Wydziale Teologicznym Uniwersytetu Krakowskiego, gdzie uzyskał tytuł bakałarza. Od 1450 do 1452 roku wykładał na uniwersytecie prawo kanoniczne.
W latach 1445–1450 pełnił funkcję dziekana kolegiaty warszawskiej, a od 1452 roku był prepozytem warszawskim, w tym samym roku objął jednak urząd archidiakona warszawskiego. W 1450 roku biskup Andrzej Bniński mianował go oficjałem warszawskim, urząd ten pełnił do 1477 roku. W 1454 roku powierzono mu także urząd wikariusza generalnego archidiakonatu warszawskiego, funkcję tę sprawował do 1474 roku. W tym okresie pełnił także funkcję proboszcza we Wrociszewie i Milanowie oraz otrzymał kanonię w Płocku.